# Krista

Schéma mitochondrie, pod číslem (3) jsou kristy

Krista (crista) je záhyb vnitřní membrány mitochondrií, pozorovatelný elektronovým mikroskopem. Jedná se o způsob, jak zvýšit povrch této membrány, která je osazena enzymatickými komplexy účastnícími se v buněčném dýchání (konkrétně v elektronovém transportním řetězci označovaném jako dýchací řetězec). Nejmohutnější systém krist se logicky tvoří v metabolicky nejaktivnějších buňkách, jako jsou u člověka například buňky srdeční.

## Tvar krist
Rozlišují se obvykle tři základní typy krist:
- lamelární (ploché), včetně diskovitých – typické pro většinu živočichů a rostlin, ale i skrytěnky (Cryptophyta)
- vezikulární
- tubulární – např. nálevníci (Ciliophora)